# Sieliwanowo (Czichaczowskoje)
Sieliwanowo (ros. Селиваново) – wieś (ros. деревня, trb. dieriewnia) w zachodniej Rosji, w osiedlu wiejskim Czichaczowskoje rejonu bieżanickiego w obwodzie pskowskim.

## Geografia
Miejscowość położona jest 8,5 km od drogi regionalnej 58K-018 (Porchow – Chriapjewo), 9,5 km od centrum administracyjnego osiedla wiejskiego (Aszewo), 19 km od centrum administracyjnego rejonu (Bieżanice), 120 km od stolicy obwodu (Psków).

## Demografia
W 2010 r. miejscowość zamieszkiwały 2 osoby.